# Дуричи
Дуричи (серб. Дуричи / Дурићи) — село в общине Власеница Республики Сербской Боснии и Герцеговины. Население составляет 156 человек по переписи 2013 года.